# Hallandsbjörnbär
Hallandsbjörnbär (Rubus hallandicus) är en rosväxtart som först beskrevs av Fredrik Wilhelm Christian Areschoug, och fick sitt nu gällande namn av Leopold Martin Neuman. Hallandsbjörnbär ingår i släktet rubusar, och familjen rosväxter. Inga underarter finns listade i Catalogue of Life.